# Cooking Mama Limited
Cooking Mama Limited (クッキングママ リミテッド, Kukkingumama Rimiteddo) est un développeur japonais de jeux vidéo principalement connu pour la série Cooking Mama.

Logo d'Office Create

Initialement appelé Office Create (株式会社オフィスクリエイト, Kabushiki-Gaisha Ofisu Kurieito), la société a changé son nom en Cooking Mama Limited. Ce changement de dénomination apparait comme une réponse positive au succès inattendu de la série, qui a vendu plus de 4 millions d'unités dans le monde entier à partir de mai 2009.